# Văn học tiếng Wales

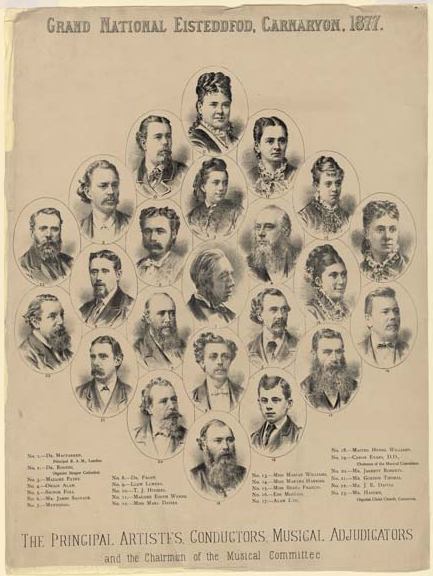
Chân dung các nhân vật tiêu biểu của nền ngữ văn học Wales.

Văn học tiếng Wales, Văn học tiếng Cymru hoặc Văn học Gymraeg (tiếng Wales: Llenyddiaeth Gymraeg) là hệ thống thuật ngữ phức tạp bao hàm các hoạt động ngôn ngữ và văn học của cộng đồng Wales hoặc chịu ảnh hưởng văn hóa Wales. Trong các báo cáo khoa học thường niên, nó đứng đầu bảng những nền văn học lâu đời nhất Âu châu.

## Lịch sử

### Trung đại (V - XVII)

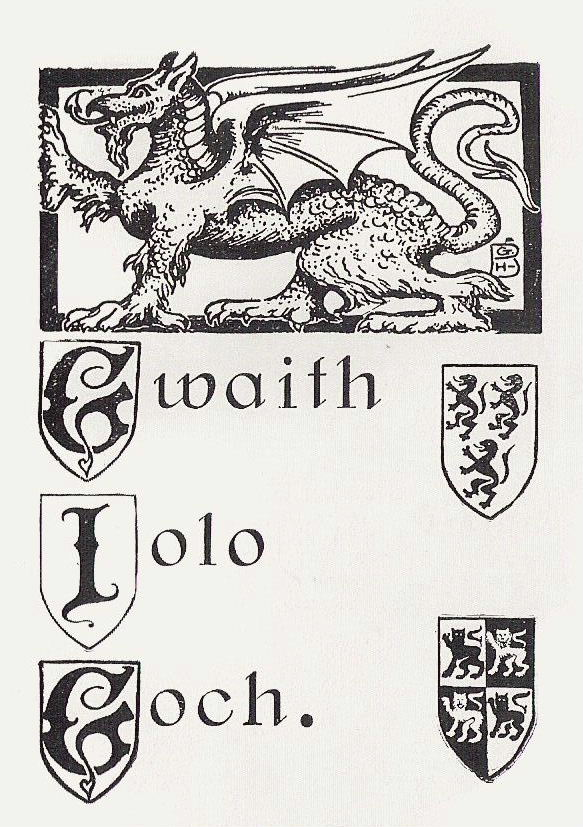
Ấn bản một thi phẩm của tác gia Iolo Goch (1320 – 1398).

Văn học tiếng Cymru có sau văn học cộng đồng Cymru và trước văn học Cymru bằng tiếng Anh nhưng không muộn hơn thế kỷ V sau Công Nguyên. Khởi nguyên là những đoản tụng thi của giới quý nhân và số ít tăng lữ bản địa mà nay thường được gọi là Thi ca vương công, truyền thống này kéo dài mãi đến thế kỷ XI với khá lớn trứ tác còn thấy được tại nhiều văn khố.
Kể từ trung đại trung thế kỷ, khi kỹ thuật ấn loát tăng phẩm chất thì nở rộ dòng văn chương biên niên, hay nói cách khác là những thủ bản chép lại nhiều huyền tích tiền Cơ Đốc được sửa sang cho hợp nhãn quan mới nhưng vẫn giữ được tinh thần bản quốc. Sơ khai chúng được coi là lịch sử của vùng đất nhưng dần dà được chế tác nhuốm màu siêu thực với đầy rẫy giai thoại về kị sĩ, rồng, phù thủy, pháp thuật... mà sau được chính người Anh tích cực kế thừa. Xuất hiện một số chủ đề hoặc hình tượng nhân vật mang tính bất biến và gây nhiều cảm hứng tích cực trong văn giới cũng như học giới. Đây đó cũng còn một vài văn bản nhằm diễn giảng luật pháp cho tầng lớp thấp hoặc vãng lai.
Thời này, văn học tiếng Cymru phải cạnh tranh khốc liệt với các dòng văn học bằng Latin, tiếng Anh-Norman, tiếng Pháp... cũng do chính người Wales biên soạn và lưu truyền. Bấy giờ, cùng chính trị và luật pháp, văn học tiếng Cymru tham gia như một bộ phận của văn học Anh và chỉ thực sự khôi phục tính biệt lập ở hậu kỳ trung đại.
- Dafydd ap Gwilym (1315/20 - 1350/1370)
- Iolo Goch (1325 - 1398)
- Siôn Cent (1400 - 1430/45)
- Guto'r Glyn (1435 - 1493)
- Dafydd Nanmor (1450 - 1490)
- Tudur Aled (1465 - 1525)
- Gruffudd Hiraethog (? - 1564)

### Tư liệu
- Hội văn bút Cymru Lưu trữ ngày 16 tháng 9 năm 2010 tại Wayback Machine
- Celtic Literature Collective